# NGC 1841
NGC 1841 je kuglasti skup u zviježđu Stolu. 

## Vanjske poveznice
- SEDS: NGC 1841